# Forbidden Fruit (film, 2000)
Pour plus de détails, voir Fiche technique et Distribution.
Forbidden Fruit est un film documentaire allemand réalisé par Sue Maluwa-Bruce, Beate Kunath et Yvonne Zückmantel sorti en 2000. 

## Synopsis
Dans un petit village du Zimbabwe, deux femmes tombent amoureuses l'une de l'autre. Nongoma est célibataire, mais sa voisine Tsisti est mariée. De plus, l'homosexualité est taboue dans leur société. Quand leur relation est découverte, Nongoma part pour la ville. Deux ans après, elles se retrouvent par hasard. Elles décident alors de vivre ensemble dans un village où personne ne les connaît.

## Fiche technique
- Scénario : Sue Maluwa-Bruce, Beate Kunath, Yvonne Zückmantel
- Réalisation : Sue Maluwa-Bruce, Beate Kunath, Yvonne Zückmantel
- Photographie : Beate Kunath
- Montage : Beate Kunath
- Musique : Martine Felton
- Lieux de tournage : Allemagne, Zimbabwe[1]
- Langues : anglais, shona
- Durée : 30 minutes

## Récompenses
- Berlinale 2001 : prix du jury pour Sue Maluwa-Bruce et Beate Kunath aux Teddy Awards.
- Milan International Lesbian and Gay Film Festival 2001 : prix du meilleur documentaire[2].

## Sources
- Martin P. Botha, « Queering African Film Aesthetics: A Survey from the 1950s to 2003 », dans Nwachukwu Frank Ukadike (ed.), Critical Approaches to African Cinema Discourse, Lexington Books, Lanham, Boulder, New York, Toronto, Plymouth 2014,  (ISBN 9780739180938), p. 84.